# Karel II Otto van Palts-Birkenfeld
Karel II Otto van Palts-Birkenfeld (Birkenfeld, 5 september 1625 - aldaar, 30 maart 1671) was van 1669 tot aan zijn dood hertog van Palts-Birkenfeld. Hij behoorde tot het huis Palts-Birkenfeld.

## Levensloop
Karel II Otto was de zoon van hertog George Willem van Palts-Birkenfeld uit diens eerste huwelijk met Dorothea van Solms-Sonnenwalde, dochter van graaf Otto van Solms-Sonnenwalde.
Na de dood van zijn vader in december 1669 werd hij hertog van Palts-Birkenfeld. Hij oefende deze functie anderhalf jaar uit, tot hij in maart 1671 overleed.
Omdat Karel II Otto zonder mannelijke nakomelingen stierf, werd hij als hertog van Palts-Birkenfeld opgevolgd door hertog Christiaan II van Palts-Birkenfeld-Bischweiler.

## Huwelijk en nakomelingen
Op 26 september 1658 huwde hij met Margaretha Hedwig (1625-1676), dochter van graaf Kraft VII van Hohenlohe-Neuenstein-Weikersheim. Ze kregen drie kinderen:
- Karel Willem (1659-1660)
- Charlotte Sophia Elisabeth (1662-1708)
- Hedwig Eleonora Maria (1663-1721)